# Escultura griega arcaica

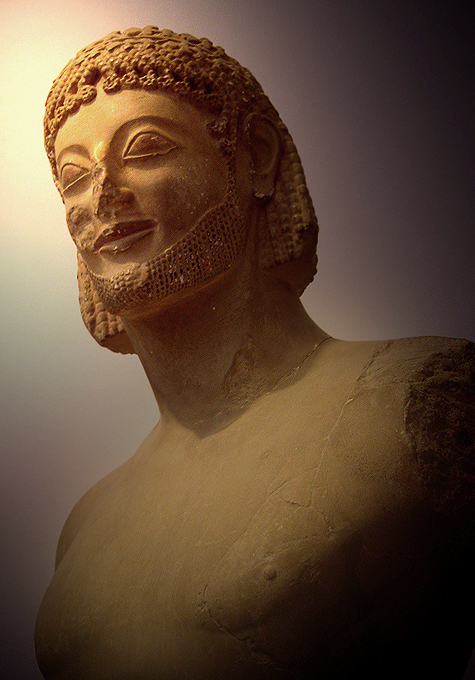
Detalle del Jinete Rampin, c. 550 a. C., Atenas

La escultura griega arcaica representa los primeros estadios de formación de una de las tradiciones escultóricas más importantes del arte occidental. Si bien es cierto su período no está bien definido —existiendo una gran controversia entre investigadores—, en general se considera que se inicia entre el 700 y 650 a. C., y finaliza entre el 500 y 480 a. C.; sin embargo, algunos datan su inicio al año 776 a. C., fecha de los primeros Juegos Olímpicos. En esta etapa se asientan las bases para el surgimiento de la escultura de grandes proporciones y la de carácter monumental destinada a la decoración de edificios, evolucionando desde el influjo asiático y egipcio hacia un estilo único y peculiar.
Durante mucho tiempo, el período homónimo donde se enmarcó este período artístico fue considerado una mera etapa de transición hacia el clasicismo, sin embargo, actualmente se la ve como una época de intensa actividad intelectual, política y artística, durante la cual se realizaron diversos progresos decisivos en torno a la consolidación de la cultura griega como un todo; en este contexto, la escultura representó en sí misma un vehículo de significados específicos y fundamentales para la naciente sociedad.
Iniciada con representaciones muy simplificadas del cuerpo humano —adaptadas a la forma cilíndrica del tronco de un árbol—, la escultura del periodo arcaico, en sus etapas finales, alcanzó altos niveles de calidad estética y complejidad formal, lo que indica una transición desde una cultura prácticamente anicónica a otra donde lo visual y la figuración predominaba, dejando un amplio y seminal repertorio de tipos y modos de representación, con la figura humana en una posición privilegiada.

## Antecedentes
Existen evidencias de presencia humana en la región actualmente conocida como Grecia -incluyendo tanto la parte continental como las islas- desde el Paleolítico, época en la que sus artefactos se limitaban principalmente a simples herramientas y armas hechas de piedra y hueso, además de la cerámica. En la Edad del Bronce se observaban diversas culturas con un considerable florecimiento artístico y cultural, y que llamadas civilizaciones egeas, comprendían a las culturas minoica, cicládica y micénica. De la civilización del archipiélago de las Cícladas aún sobreviven estatuas de mármol y alabastro, algunas de las cuales alcanzan grandes dimensiones, y aunque en su mayoría representan a diversas deidades femeninas de brazos cruzados sobre su pecho, también hay ejemplares masculinos y de otro tipo en distintas posiciones, muchas de las cuales han alcanzado gran fama siendo coleccionadas ávidamente por sus formas altamente estilizadas que de alguna manera se asemejan a la escultura moderna. Gran parte de este interés ha causado graves problemas para la investigación arqueológica; en particular, solo alrededor del 10 % de las esculturas cicládicas que son conocidas en la actualidad tienen una procedencia comprobada, sospechándose que el resto podrían ser falsificaciones recientes, situación que complica de sobremanera la descripción y el estudio de sus funciones y significados. Algunas piezas muestran vestigios de pigmento, lo que indica que en la antigüedad ya se había establecido la práctica de pintar la superficie de las esculturas, y que sería continuada a lo largo de la historia escultórica de la antigua Grecia.
Más o menos contemporánea a la cultura cicládica, la cultura minoica floreció en Creta entre los siglos XXX y XV a. C.. De su escultura, se han encontrado pequeñas figuras entre las que se encuentran a la «Diosa de las serpientes» y al «joven de Palaikastro», aunque también es posible que hayan realizado grandes piezas de madera. Sus formas son bastante más elaboradas y naturalistas que las cicládicas, pero presentan la misma tendencia hacia la frontalidad. En la escultura en bronce, los minoicos mostraron una gran habilidad a través del desarrollo de la técnica de moldeo a la cera perdida, período que fue particularmente importante debido a la consolidación de toda una mítica en torno al proceso creativo escultórico, personificado en figuras como la del dios Hefesto, el maestro artesano, y Dédalo, un personaje semilegendario a quien se le atribuye la invención del arte de la escultura y poderes mágicos de animación de estatuas, y cuyo origen parece haber sido oriental. La ubicación de Dédalo en esta época sin embargo, parece haber sido una elaboración posterior de la tradición, y es más plausible que él haya sido un escultor del siglo VII a. C.. Investigaciones recientes han señalado la posibilidad de que hayan existido dos Dédalos; un arquitecto-constructor minoico, y un escultor del período Arcaico inicial u oriental, también llamado a veces Dedálico en su honor.
Más tarde, aparece la civilización micénica en el continente, que dejó testimonios físicos de gran importancia en imponentes edificaciones de piedra y artefactos sofisticados de oro, encontrados sobre todo en Tirinto, Argos, Troya y Micenas. La arquitectura palaciana encontrada en estos sitios arqueológicos demuestra un grado avanzado de destreza en el manejo de la piedra, y su esquema constructivo más tarde daría a luz al proyecto de templo griego. En Micenas existen algunos de los primeros ejemplos de la escultura arquitectónica de Grecia, particularmente bien lograda en la Puerta de los Leones, donde dos figuras homónimas estilizadas, de líneas limpias y vigorosas, se posan simétricamente sobre el dintel a la entrada de un palacio; esta obra sin embargo, en gran medida es una excepción, así como también la cabeza de una mujer en terracota policromada que puede ser parte de uno de los más antiguos ejemplos de estatuas de culto en tamaño natural encontradas en Grecia. Otros hallazgos micénicos en general suelen ser pequeñas piezas en terracota. Dada la escasez de evidencias más contundentes, resulta difícil generalizar respecto a la práctica de la escultura entre ellos, y a pesar de su habilidad con los metales, especialmente los preciosos, sobre todo —elogiado por Homero en vívidas descripciones—, no hay ninguna reliquia escultórica en bronce de este período que haya sobrevivido.

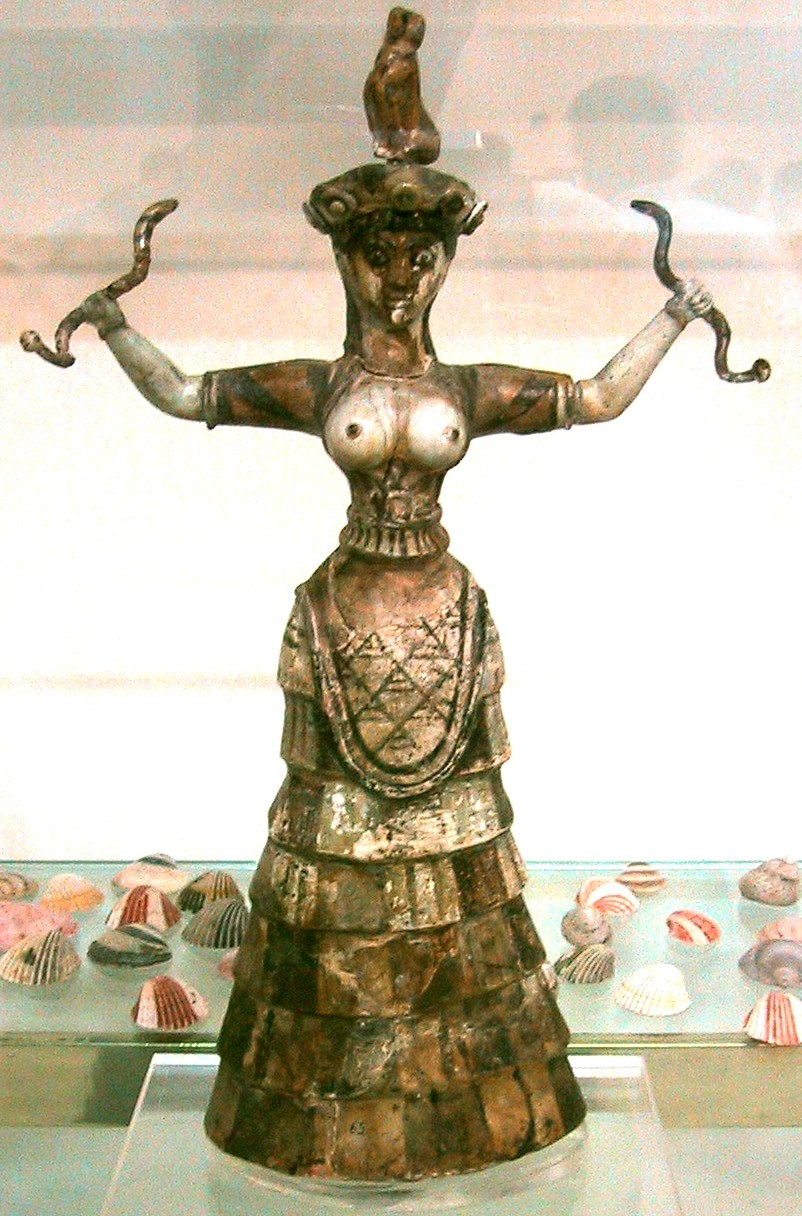
«Diosa de las serpientes», c. 1600 a.C., Creta
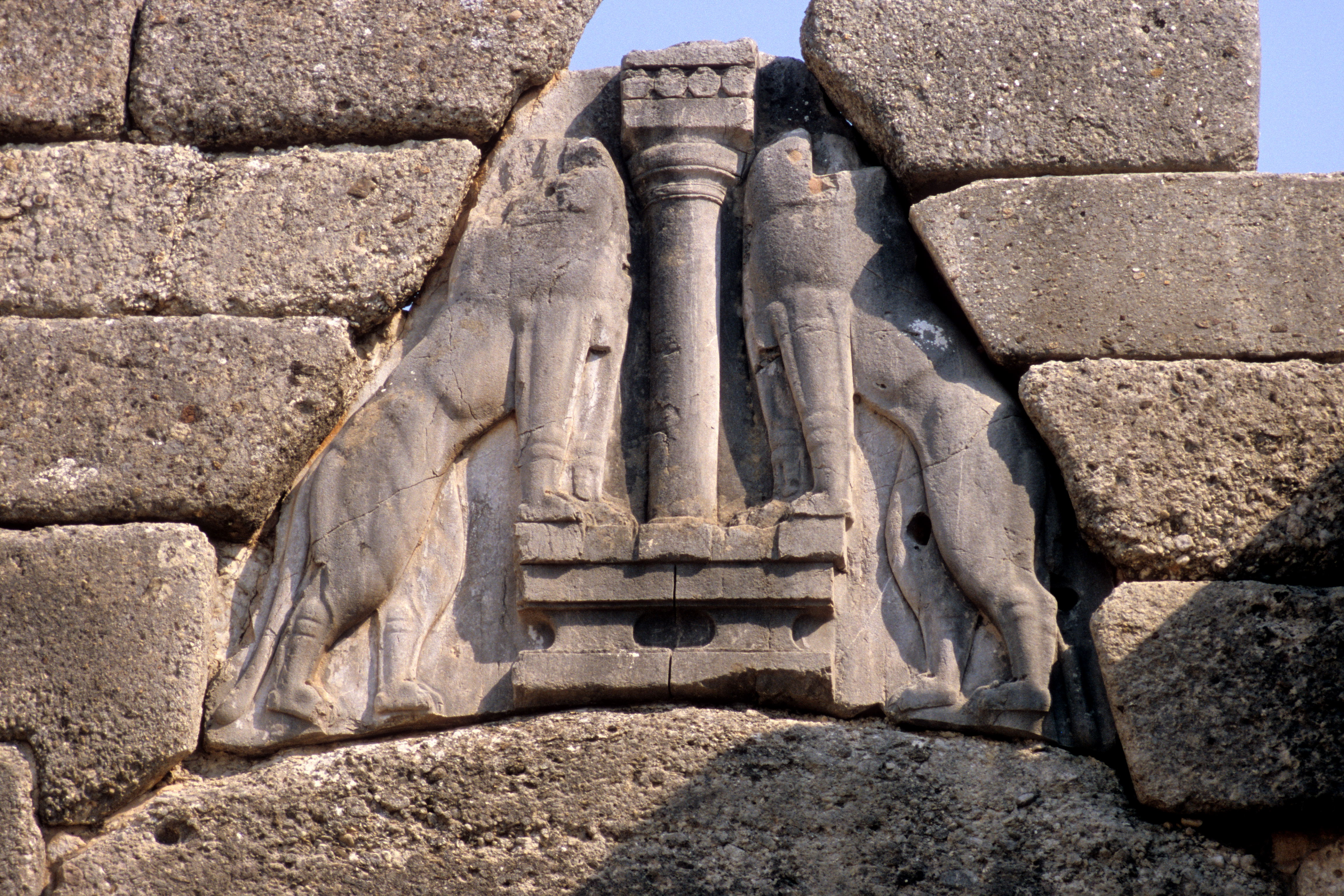
«Portal de los Leones», c. 1300 a.C., Micenas
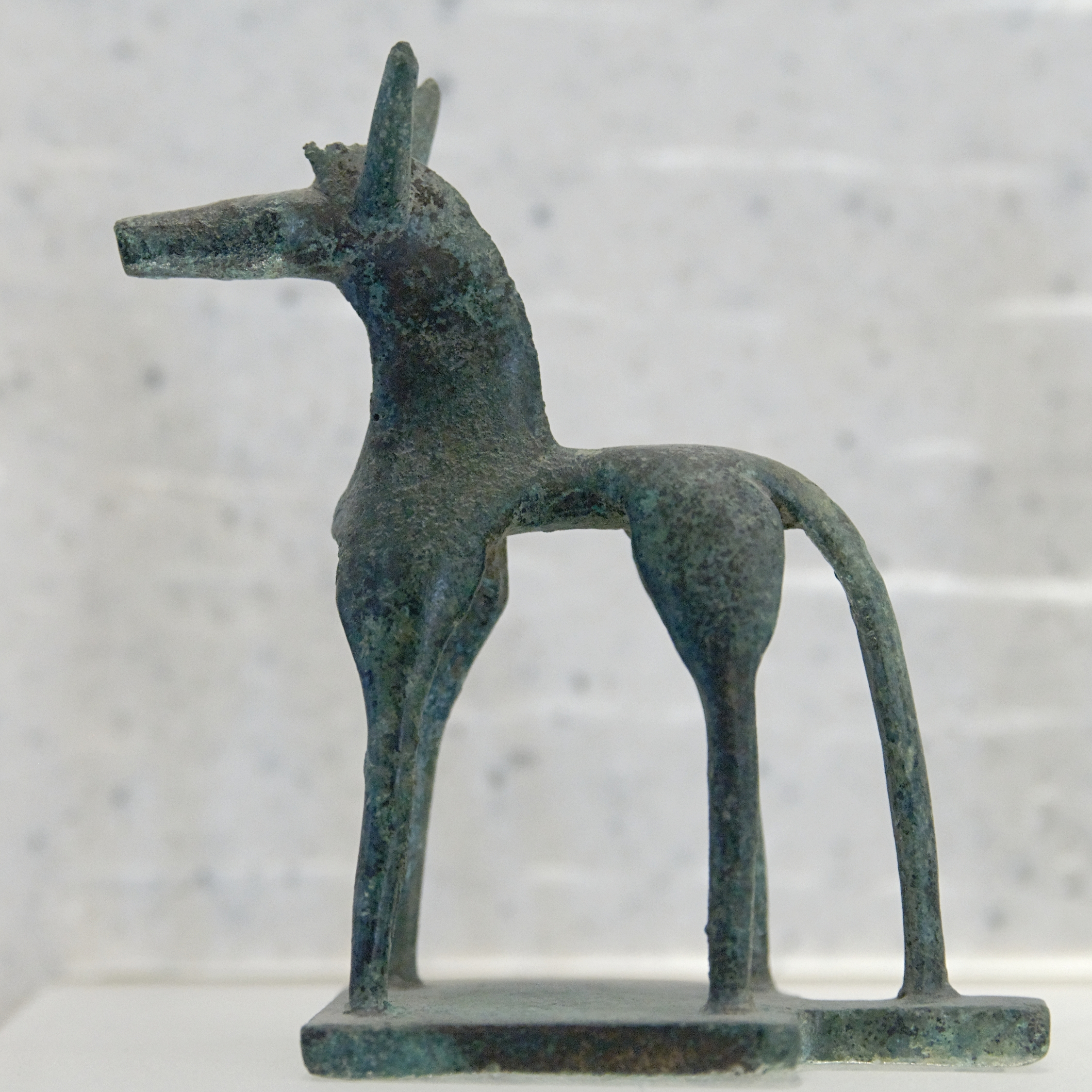
Caballo del período Geométrico, c. 775-600 a.C., Olímpia
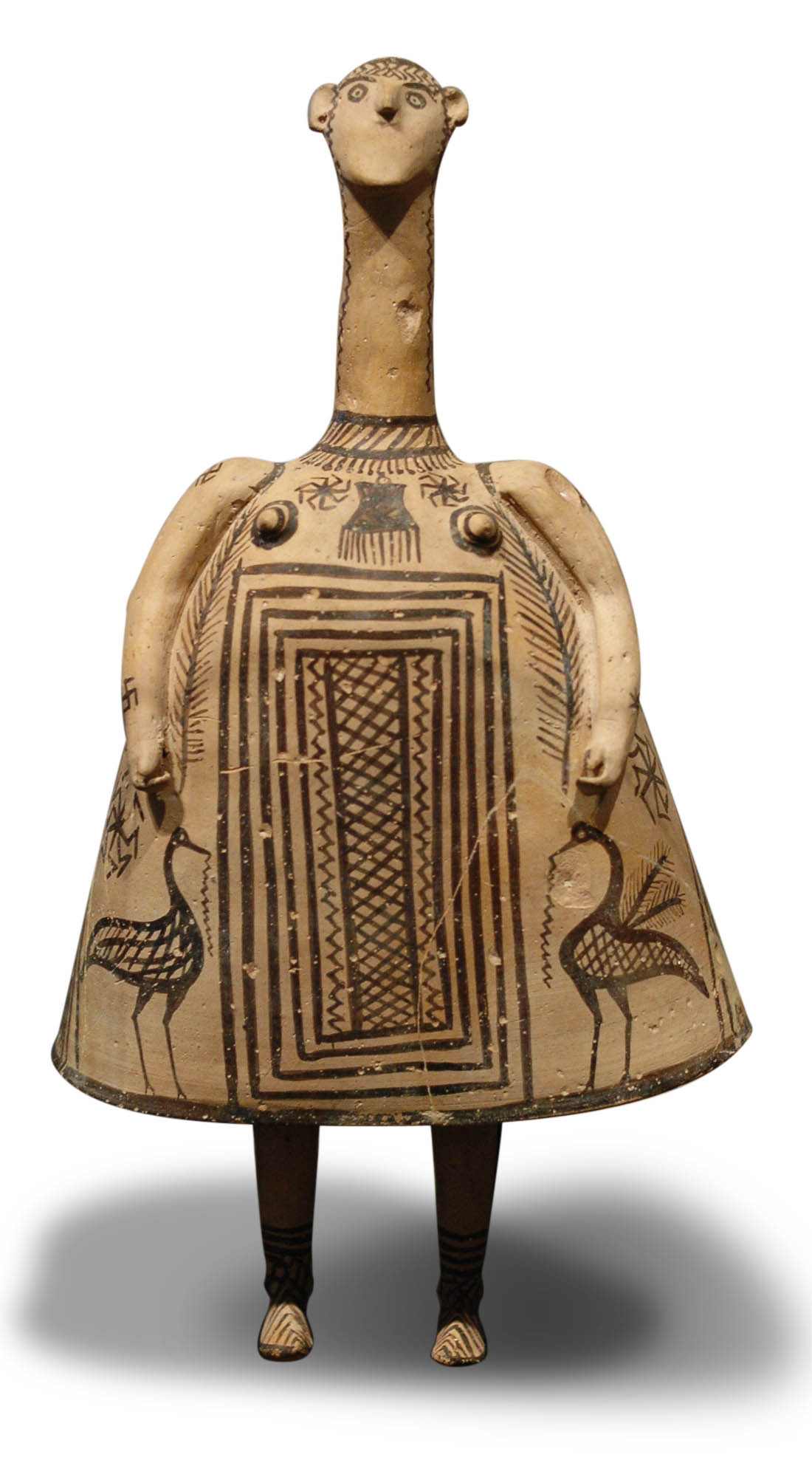
Ídolo del período Geométrico tardío, Tebas

Al final del segundo milenio antes de Cristo, todas estas culturas habían sucumbido, a partir de lo que se ha denominado como la Edad Oscura. Por razones aún no dilucidadas, la población local disminuyó dramáticamente, la economía colapsó, la escritura dejó de practicarse, las artes retrocedieron y el repertorio de la representación figurativa desapareció casi por completo. Solo después de mediados del siglo VIII a. C. se produjo un progresivo reordenamiento social, incorporando invasores de los Balcanes y los restantes pueblos autóctonos, lo que permitió un renacimiento cultural que no sería interrumpido sino hasta la conquista de Grecia por parte de los romanos en el siglo II a. C..
Luego, antes de la aparición de la etapa arcaica, lo precedió el denominado Periodo geométrico, en el que gradualmente se restablece la representación figurativa, instaurando un lenguaje visual prácticamente nuevo. Su escultura fue probablemente influenciada por el arte de los invasores, quienes trajeron consigo una tendencia analítico-conceptual de realizar las obras en diferentes secciones y formas esenciales, siendo casi exclusivamente siluetas -un triángulo para el torso, un círculo para la cabeza, y así sucesivamente. Los bronces geométricos más antiguos son muy planos, y parecen haber sido creados como recortes de placas de metal, mostrando rasgos rústicos. En el caso de las piezas de terracota, se observa una volumetría más completa; cabe indicar que en el caso de los bronces más recientes, se encuentran formas similares a las de terracota, acompañando el desarrollo de la técnica de fundición, y el espacio comienza a ser explorado a través de piezas que representan carruajes y composiciones grupales. En el caso de las figuras humanas, las distinciones de género son esquemáticas: los hombres se encuentran desnudos y las mujeres vestidas; en casos excepcionales, estas últimas pueden estar semi-desnudas mostrando el torso y no los genitales.

## El período arcaico
La Grecia del período Arcaico experimentó una rápida recuperación después del período oscuro y del primer renacimiento cultural del siglo VIII a. C. Se desarrolló entonces una nueva forma de gobierno, organizada bajo la forma de una ciudad-estado, la polis, la economía se fortaleció y se inició un gran movimiento de expansión colonial, incrementando el comercio con los pueblos localizados en una vasta región que bordeaba el Mediterráneo y el Mar Negro, creando un sentido de unidad y fuerza cultural que diseminaba la cultura helénica en todo este territorio, y que confraternizaba y se consagraba en los Juegos Panhelénicos, que se celebraban en la metrópoli. La literatura comenzó a resurgir encontrando a sus primeros grandes exponentes en Hesíodo y Homero, mientras que la filosofía investigaba nuevas formas de entender el mundo y el hombre bajo una perspectiva racionalista, en la que las explicaciones sobrenaturales para los fenómenos naturales fueron cambiadas por la búsqueda de causas más científicas.
El proceso de formación de la ciudad-estado exigió una organización social más consistente que la que se mantenía en las viejas ciudades, pueblos y demos, que funcionaban bajo la dirección de un líder, rey o magistrado principal, el basileus, y para que se consolidase esta nueva unión política era necesario que el poder centralizado se dividiera entre un grupo de aristócratas con la ayuda de los burócratas, una responsabilidad compartida que asentó los primeros cimientos de la futura democracia. El modelo de la polis no se adoptó de manera uniforme en toda Grecia, en efecto, se podrían encontrar variaciones, y en ciertas regiones aún se mantenían los regímenes antiguos; sin embargo, la polis representa en última instancia el sistema más avanzado y eficiente de esta época, generando un rápido y mejor crecimiento poblacional, una expansión comercial y colonial, recursos productivos y relaciones político-militares entre los diversos Estados. Adicionalmente, durante este período se observan los progresos artísticos más importantes. La transferencia de poder entre aristócratas era hereditaria, quienes además de tener la mayoría de la riqueza, poseían la mayor parte de la tierra; ello eventualmente transformó a este grupo en la clase dominante, estando preocupados de mantener el status quo a través de varios métodos de explotación despótica de las clases más bajas. En el siglo VI a. C. el poder de esta oligarquía comenzó a ser disuelta con el surgimiento de los tiranos, como una asimilación del gobierno de familias de pequeños agricultores fuera del círculo de aristócratas terratenientes, y como el surgimiento de una clase media autosuficiente que sobrevivía y comenzaba a enriquecerse a través del comercio, estratos sociales que se justificaban moralmente defendiendo los valores del trabajo, considerada una forma válida de obtener los premios que Homero consideraba reservados para los héroes: riqueza, gloria y favor los dioses.

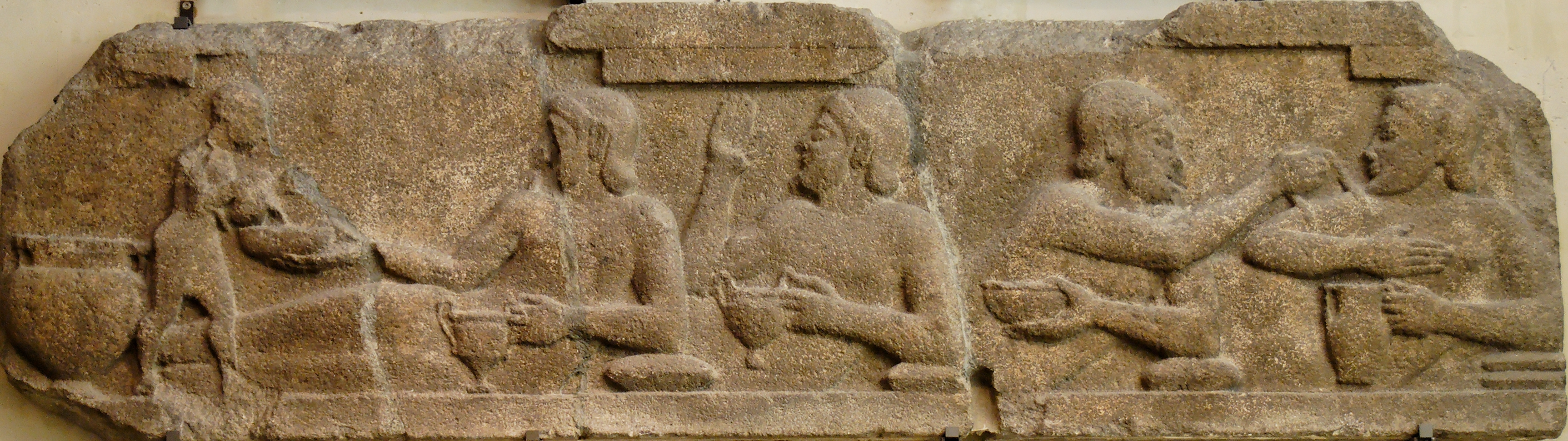
Escena de sympósion, c. 575-500 a. C., Templo de Atenea en Assos.